# 北滿特別區
北滿特別區，位於黑龍江、吉林之間，原本是東清鐵路附屬地。
1896年與1898年，俄國透過《中俄密約》和《旅大租地條約》，取得在中國東三省境內修築與經營鐵路的權利。東省鐵路（東清鐵路、中東鐵路）西起滿洲里，經哈爾濱抵綏芬河。並有一南滿支線自哈爾濱經長春、奉天至大連、旅順。日俄戰爭後，俄國將長春以南讓給日本，成為南滿鐵道（簡稱滿鐵）。
1924年，中华民国北京政府陸續收回沿線城市行政權，設立「東省特別區」，為一省級行政區域。1932年日本佔領滿洲並設立滿洲國初期亦沿襲。
1933年7月1日，原哈爾濱特别市、東省特别區市政管理局所轄哈爾濱市、吉林省濱江市和黑龍江省松浦市政局四局合一，成立直轄於滿洲國政府的哈爾濱特别市。
1935年3月，蘇聯將東清鐵路賣給滿洲國，更名北滿鐵路，東省特別區除劃入哈爾濱特别市的區域外，更名為「北滿特別區」。
1935年，滿洲國政府廢除北滿特別區，原先北滿特別區區域的土地除滿洲里市及海拉爾區域外，均被編入其鄰接縣旗及特別市。